# Heinrich Grunholzer

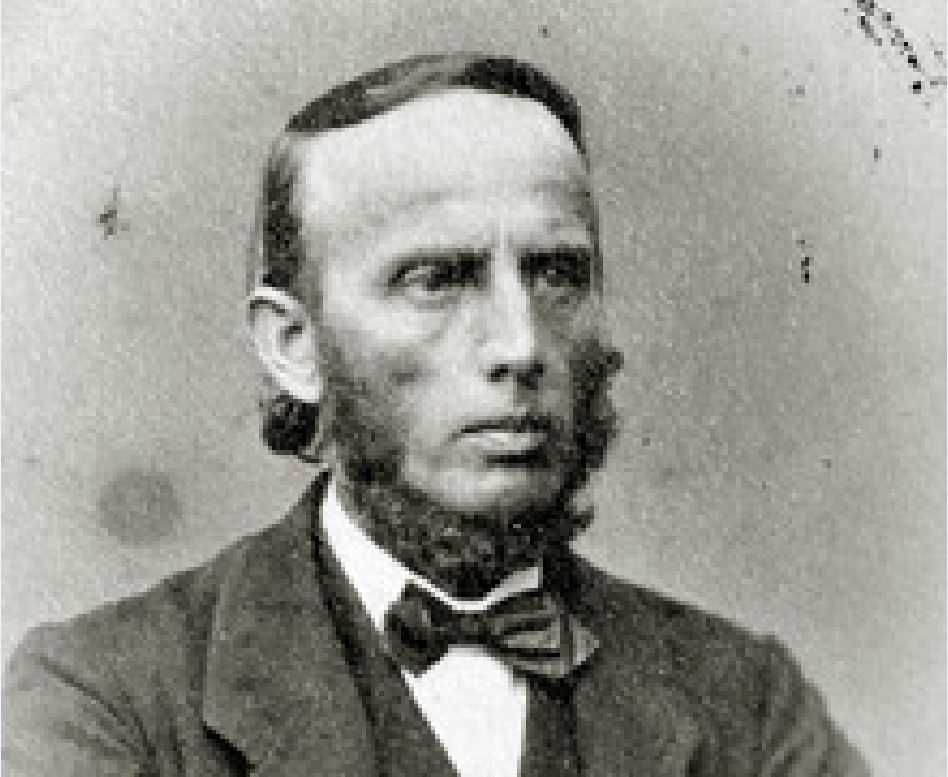
Heinrich Grunholzer

Heinrich Grunholzer (* 18. Februar 1819 in Trogen; † 18. Juli 1873 in Uster) war ein Schweizer Lehrer, Politiker (Nationalrat) und Fabrikant.

## Biografie

### Appenzell und Basel-Landschaft
Grunholzer wurde 1819 im appenzellischen Trogen geboren. Er besuchte zunächst die Dorfschule und dann die zu dieser Zeit als Musterschule bekannt werdende Schule in der Waisenanstalt Schurtanne, die nach dem Vorbild von Philipp Emanuel von Fellenbergs „Wehrlischule“ geführt wurde. Heinrich Grunholzers Vater, Johannes Ulrich Grunholzer, war zunächst Schulmeister (Lehrer) in Gais, danach Landschreiber und Wirt in Trogen. Er musste sein Wirtshaus, den Hirschen aus wirtschaftlichen Gründen 1832 aufgeben. Teile der Familie zogen dann nach Wald, wo Heinrich Grunholzer eine Lehre in der Textilfabrikation begann. 1833 zog seine Familie nach Oltingen, wo der Vater eine Stelle als Lehrer gefunden hatte. Heinrich half seinem Vater in Oltingen beim Unterrichten. In Oltingen erlebte Grunholzer 1833 die Basler Kantonstrennung, er zog auch auf Seite des basellandschaftlichen Landsturms gegen die baselstädtischen Truppen ins Feld, kam aber nicht zum Einsatz;  die Baselstädter wurden an einem anderen Ort, auf der Hülftenschanz endgültig geschlagen und der Kanton schliesslich definitiv geteilt. Im Frühling 1834 wurde er als Schulgehilfe in Hemmiken angestellt. Dadurch lernte er das Schulsystem in Baselland kennen.

### Ausbildung in Küsnacht, Primarlehrer in Thalwil
Im Februar 1835 zog Heinrich Grunholzer aus dem Elternhaus aus und bewarb sich am Seminar Küsnacht, um sich als Primarlehrer ausbilden zu lassen. Das zürcherische Lehrerseminar in Küsnacht wurde von Ignaz Thomas Scherr geleitet. Mit der Gleichstellung von Stadt und Land und der neuen Verfassung, die nach dem Ustertag ausgearbeitet worden war, wurde die Volksschule zur eigenständigen, von der evangelisch-reformierten Kirche unabhängigen Organisation. Die Schule sollte jetzt nicht nur zu sittlich-religiösem Verhalten und auf das Berufsleben vorbereiten, sondern dazu befähigen, dass die Bürger ihre demokratischen Rechte wahrnehmen konnten. Die Motivation der jungen Männer, die sich in Küsnacht bewarben, war wesentlich eine politische. Sie wollten durch Volksbildung das Fundament des demokratischen Staates sichern. Grunholzer wurde 1835 ans Seminar aufgenommen und bestand noch im selben Jahr die Primarlehrerprüfung. Im November 1835 wurde er vom zürcherischen Erziehungsrat an die Primarschule in Thalwil abgeordnet. Er war jetzt mit nur 17 Jahren Schulmeister. Grunholzer wollte jedoch Sekundarlehrer werden, er nutzte seine Freizeit, um sich fortzubilden und begann Französisch zu lernen. Ab und zu nahm er den damals weiten Weg nach Zürich in Kauf, um sich Theatervorführungen anzuschauen. Im Sommer 1836 begab er sich auf eine kleine Schweizerreise. Diese Reise führte ihn unter anderem auf die Rigi.

### Weiterbildung in Orbe und Genf
Grunholzer entschloss sich, ins Welschland zu gehen, um dort sein Französisch zu verbessern und sich fortzubilden. Deswegen schrieb er am 28. September 1836 ein Entlassungsgesuch an den Erziehungsrat. Dieser hiess sein Gesuch gut und er durfte Thalwil verlassen. Grunholzers nächste Station war Orbe, wo er auch als Privatlehrer tätig war. Der Leiter des dortigen Pensionats, Herr Reymond kontrollierte ihn ziemlich stark und unterrichtete ihn in Französisch. Nach kurzer Zeit fühlte sich der an die Freiheit in Küsnacht gewohnte Grunholzer in Orbe nicht mehr wohl, nach acht Monaten verliess er Orbe mit Ziel Genf, um dort die Akademie zu besuchen. Ziemlich mittellos, musste er seinen Lebensunterhalt durch Nachhilfestunden bei den Kindern des Genfer Tagsatzungsgesandten Louis Rilliet de Constant verdienen. Die Freizeit verbrachte Grunholzer oft mit Heinrich Zollinger, der gleichzeitig in Genf studierte und der ebenfalls in Küsnacht das Seminar absolviert hatte. In die Genfer Zeit fällt auch die Beteiligung Grunholzers an den Vorarbeiten zur Gründung des Grütlivereins. Von Seminardirektor Scherr bekam er die Aufforderung, das Sekundarlehrerexamen zu absolvieren und danach eine Lehrstelle zu übernehmen. Im Februar 1838 verliess Grunholzer deshalb Genf und bestand die Prüfung als Sekundarlehrer in Küsnacht. Mit seinen 19 Jahren war er bereits Sekundarschullehrer.

### Sekundarlehrer in Bauma
Grunholzer wurde an die neu eröffnete Sekundarschule in Bauma abgeordnet, wo er am 12. Mai 1838 eintraf. Während seiner Tätigkeit in Bauma machte der Züriputsch viele Errungenschaften der liberalen Revolution im Kanton Zürich rückgängig. Die wieder an die Macht gekommenen Konservativen entliessen unter anderem sofort den von Grunholzer verehrten Seminardirektor Scherr. Auch in Bauma kam es zu Unruhen und Protesten gegen die ungeliebte, weil nicht mehr von der Kirche kontrollierten Volksschule. Grunholzer stellte sich leidenschaftlich auf die Seite der Schulreform und machte sich so in konservativ-religiösen Kreisen viele Feinde. Oft war nur die halbe Schulklasse anwesend, weil die Eltern ihren Kindern den Besuch des Unterrichts bei Grunholzer verboten. Die Sekundarschulpflege, die nicht vom reformierten Pfarrer dominiert war, setzte sich aber für Grunholzer ein, so dass er 1840 definitiv zum Sekundarlehrer in Bauma gewählt wurde. Grunholzer engagierte sich auch journalistisch für die Volksschule und die Errungenschaften der radikal-liberalen Verfassungen. Er arbeitete als Korrespondent bei der Appenzeller Zeitung und schrieb geharnischte Artikel im „Vorläufer“, im Landboten und im „pädagogischen Beobachter“. 1840 und im Mai 1842 veröffentlichte Grunholzer anonym vernichtende Abrechnungen mit der herrschenden konservativen Zürcher Regierung.

### Berlin
Im Sommer 1842 verlangte er vom Erziehungsrat einen einjährigen Urlaub, welchen er erhielt. Ende Oktober 1842 reiste er nach Berlin und belegte verschiedene Vorlesungen an der dortigen Universität. Er studierte u. a. bei Carl Ritter, Jacob Grimm, Wilhelm Grimm und Georg Andreas Gabler und setzte sich, zu einer Zeit, in der die Junghegelianer in Berlin ihren Zenit erreichten, intensiv mit Hegels Philosophie auseinander, auch in Gesprächen mit Bruno Bauer. Auf Empfehlung von Scherr traf er sich auch mit Adolph Diesterweg, dessen Lehrerseminar ihn positiv beeindruckte. Das preussische Schulwesen hingegen enttäuschte ihn eher. Privat hatte er Kontakte zu Friedrich Adolf Trendelenburg und seiner Familie und Bettina von Arnim und ihrer Familie. Bettina von Arnim hatte er auf einer Geburtstagseinladung für Wilhelm Grimm kennengelernt. Sein ihn begleitender Studienfreund Becker beschreibt den ersten Eindruck: "wurden wir bald auf ein kleines altes Frauchen aufmerksam, die wie eine Fledermaus, der sie an struppigem Ansehn wenig nachstand, unstät umherschlüpfte". Sie arbeitete an ihrem «Königsbuch» und bestärkte Grunholzer in seiner Absicht, die Armenfrage zu studieren.
Grunholzer besuchte die Armenhäuser der Berliner Vorstadt, dem sogenannten Voigtland. Das Elend und die Armenschicksale beschrieb er in einem der ersten Sozialberichte in deutscher Sprache, welcher unter dem Titel "Berichte eines jungen Schweizers aus dem Vogtlande" als Anhang zu Bettina von Arnims Königsbuch erschien und mit der präzisen Schilderung des angetroffenen Pauperismus beträchtliches Aufsehen erregte.
Daneben besuchte Grunholzer die verschiedensten Komponisten, um sie im Auftrage von «Sängerpfarrer» Johann Jakob Sprüngli um Kompositionen für dessen «Männergesänge von Freunden der Tonkunst» zu bitten. Grunholzer war auch unter Mitstudenten gut vernetzt und verbrachte die Abende in Niquets Kneipe z. B. mit Eduard Suter, später Kantons-, Regierungs- und Nationalrat in Zürich, mit dem er ein Leben lang befreundet blieb oder David Fries, seinem späteren Konkurrenten um das Amt des Seminardirektors in Küsnacht.
Dank des Honorars für den Anhang zu von Arnims Buch konnte sich Grunholzer die Rückreise in die Schweiz über Hamburg, Helgoland und dann der Elbe entlang über Leipzig, Dresden und Prag leisten.

### Zurück in Bauma
Zwischen 1843 und 1847 wirkte Grunholzer wieder in Bauma. Er engagierte sich nach wie vor politisch und pädagogisch, verfasste eine Kampfschrift gegen den Pietismus und machte an Erziehungsrat und Schulsynode Eingaben zum Lehrplan. Er war Redaktor des liberalen Schulboten und beteiligte sich an einem Freischarenzug, der allerdings schon vor Grunholzers Einsatz scheiterte. Sein stetes Engagement bewirkte, dass Grunholzer zu einem der wichtigen Verfechter des Liberalismus in der Schweiz wurde. Dieser hatte im Kanton Zürich wieder zunehmend Erfolg, bereits 1845 wurde die konservative Regierung von einer liberalen abgelöst.
Auch im Kanton Bern erfolgte 1846 eine Verfassungsrevision, der nunmehr radikal gesinnte Rat wollte die Volksschule aufwerten und aus dem Einflussbereich der Kirche lösen. Er berief im März 1847 Heinrich Grunholzer zum Seminardirektor des bernischen Lehrerseminars in Münchenbuchsee.

### Seminardirektor in Münchenbuchsee
In Münchenbuchsee wirkte Grunholzer von 1847 bis 1852 als Seminardirektor. Er war für die Ausbildung der Seminaristen und die Weiterbildung der bernischen Lehrerschaft zuständig. Die meisten Beschlüsse fielen in der «Seminarlehrerkonferenz», der alle Seminarlehrer angehörten. Grunholzer ermunterte auch die Seminaristen, politisch tätig zu sein. Daneben wirkte er als erster Präsident des Mitbestimmungsorgans der bernischen Lehrerschaft, der Schulsynode.
1850 gewann die konservative Partei die Wahlen im Kanton Bern. Das Seminar unter der Leitung des radikal-liberalen Grunholzer und mit einer grösstenteils gleich gesinnten Seminarlehrerschaft wurde von vielen Konservativen als zu wenig christlich abgelehnt. Grunholzer vertrat durchaus christliche Werte, er lehnte aber die Lehre von der Erbsünde ab und war überzeugt von der Vervollkommnungsfähigkeit der Menschheit, zu der die Volksschule einen wichtigen Beitrag zu leisten habe.
1851 unterzeichneten Grunholzer und ein Grossteil der Lehrerschaft ein Abberufungsbegehren gegen den konservativen Grossen Rat des Kantons Bern. Die Konservativen konnten sich aber in der darauf folgenden Volksabstimmung 1852 knapp behaupten. Unmittelbar nach ihrem Abstimmungserfolg wurde die (tatsächlich dann nie durchgeführte¨) Aufhebung des Seminars beschlossen und Grunholzer sofort entlassen. Durch die Mehrheit des Grossen Rates, unterstützt durch die konservative Presse wurde argumentiert, der christliche Geist werde zu wenig gefördert, eine Ansicht, die auch im Volk verbreitet war. Vor allem wurde das Seminar aber als Ort der politischen Agitation gegen die konservative Weltanschauung gesehen, es sollte verhindert werden, dass zukünftige Lehrer in einem falschen politischen Geist erzogen würden. Die Wegweisung war für Grunholzer ein schwerer Schlag, auch nachträglich sah er sein Wirken im Kanton Bern als Höhepunkt seines beruflichen Lebens an.
1849 hatte Grunholzer Rosette Zangger, eine Fabrikantentochter aus Uster, kennengelernt. Ihr Vater, der Textilindustrielle und Nationalrat Hans Heinrich Zangger war ursprünglich gegen ein Verlöbnis, da er als Politiker um die unsichere berufliche Situation Grunholzers im Kanton Bern wusste. Dank der diskreten Vermittlung der Pädagogin Josephine Stadlin, bei der Rosette Zangger ausgebildet worden war, willigte er schliesslich ein. Die Heirat fand 1852, wenige Tage vor der Entlassung Grunholzers in Münchenbuchsee statt. Das Paar fand zunächst Unterkunft in Uster bei Hans Heinrich Zangger.

### Lehrer an der Industrieschule in Zürich, Autor, Politiker
Heinrich Grunholzer und Rosette Grunholzer-Zangger lebten 1853–1855 im heute zu Zürich gehörenden Hottingen und danach in Oberstrass. In dieser Zeit wurden die beiden älteren Töchter Rosa und Luise geboren, Clara würde 1862 folgen. Grunholzer arbeitete als Lehrer für deutsche Sprache und Geschichte an der Industrieschule in Zürich. Er blieb zusammen mit Heinrich Zollinger, der jetzt Seminardirektor in Küsnacht war, Redaktor der Schweizerischen Schulzeitung, wurde in den Vorstand der Schulsynode und zum Präsidenten des Sekundarlehrervereins gewählt und gab zusammen mit Friedrich Mann ein Überblickswerk über das Erziehungswesen in der Schweiz heraus.
Grunholzer war in diesen Jahren bestrebt, wieder eine Stelle als Seminardirektor zu erhalten. 1853 wurde er vom thurgauischen Regierungsrat knapp als Direktor des Lehrerseminars in Kreuzlingen gewählt, nahm die Berufung auf Anraten von Scherr, der damals Präsident des thurgauischen Erziehungsrates war und politische Unruhen befürchtete, aber schliesslich nicht an.
1854 wurde Grunholzer vom Wahlkreis Wiedikon erstmals in den Zürcher Grossen Rat (Kantonsrat) gewählt. In diesem Wahlkreis hatten die Anhänger der sozialen Bewegung um Johann Jakob Treichler und Karl Bürkli die Mehrheit. Mit seinen ebenfalls gewählten Lehrerkollegen Kaspar Honegger und Johann Caspar Sieber verstärkte Grunholzer nun im Grossen Rat die äussere Linke.
1855 zerschlug sich die berechtigte Hoffnung Grunholzers, als Nachfolger Zollingers Seminardirektor in Küsnacht zu werden. Grunholzer wurde zwar von der Lehrerschaft unterstützt und der damalige Erziehungsdirektor Alfred Escher schlug ihn zur Wahl vor. Stattdessen wurde schliesslich der Theologe David Fries berufen. Die Schulsynode wählte danach Fries nicht mehr als ihren Vertreter in den Erziehungsrat und ersetzte ihn durch Grunholzer, ebenso wählte sie Grunholzer 1956 zu ihrem Präsidenten.

### Fabrikant und Politiker in Uster
Die Arbeit an der Industrieschule hatte Grunholzer immer als Übergang und Broterwerb bis zu einer erneuten Tätigkeit in der Lehrerbildung angesehen. Nachdem sich diese Möglichkeiten nun zerschlagen hatten, zog die mittlerweile vierköpfige Familie 1858 nach Uster und Grunholzer trat in das Spinnereigeschäft seines Schwiegervaters ein, in dem bereits ein anderer Schwiegersohn, Johann Caspar Gujer, tätig war. Hans Heinrich Zangger selbst wollte sich aus dem Unternehmen zurückziehen. Die Familie Zangger war eine der mächtigen und vermögenden Textilindustriellen-Familien in Uster. Heinrich Grunholzer engagierte sich von Beginn weg auch im Dorfleben, er war Mitglied der Gemeindeschulpflege, 1860 bis zu seinem Tod Präsident der Sekundarschulpflege und war auch in Vereinen aktiv: 1860 bis 1868 war er Präsident der Schützengesellschaft, er wirkte im gemischten Chor mit und gründete einen Leseverein und damit verbunden eine Wochengesellschaft zur Unterhaltung und Belehrung.
Politisch engagierte sich Grunholzer einerseits weiterhin radikal, so etwa für die Anstellung des Reformtheologen Friedrich Salomon Vögelin als Pfarrer in Uster. Im Grossen Rat setzte er sich aber bei der Beratung des neuen Fabrikgesetzes 1859 für die 13-stündige Kinderarbeit ein (statt 12 Stunden, wie vom unterdessen zum Regierungsrat gewählten Treichler beantragt). Seine Politik wurde nun stärker auch als Interessenpolitik für die Fabrikanten, als Teil des «Systems Escher» wahrgenommen. Die Wiederwahl durch das Volk in den Grossen Rat misslang Grunholzer 1862, er wurde aber «indirekt gewählt», d. h. vom Grossen Rat kooptiert, dem dieses Recht für 13 Mitglieder zustand. In der Alpenbahnfrage nahm Grunholzer, durchaus auch im Interesse Usters, gegen Escher Stellung, der sich für den Gotthard starkmachte. Er setzte sich für eine Nord-Süd-Bahnverbindung über den Bündner Pass Lukmanier ein.

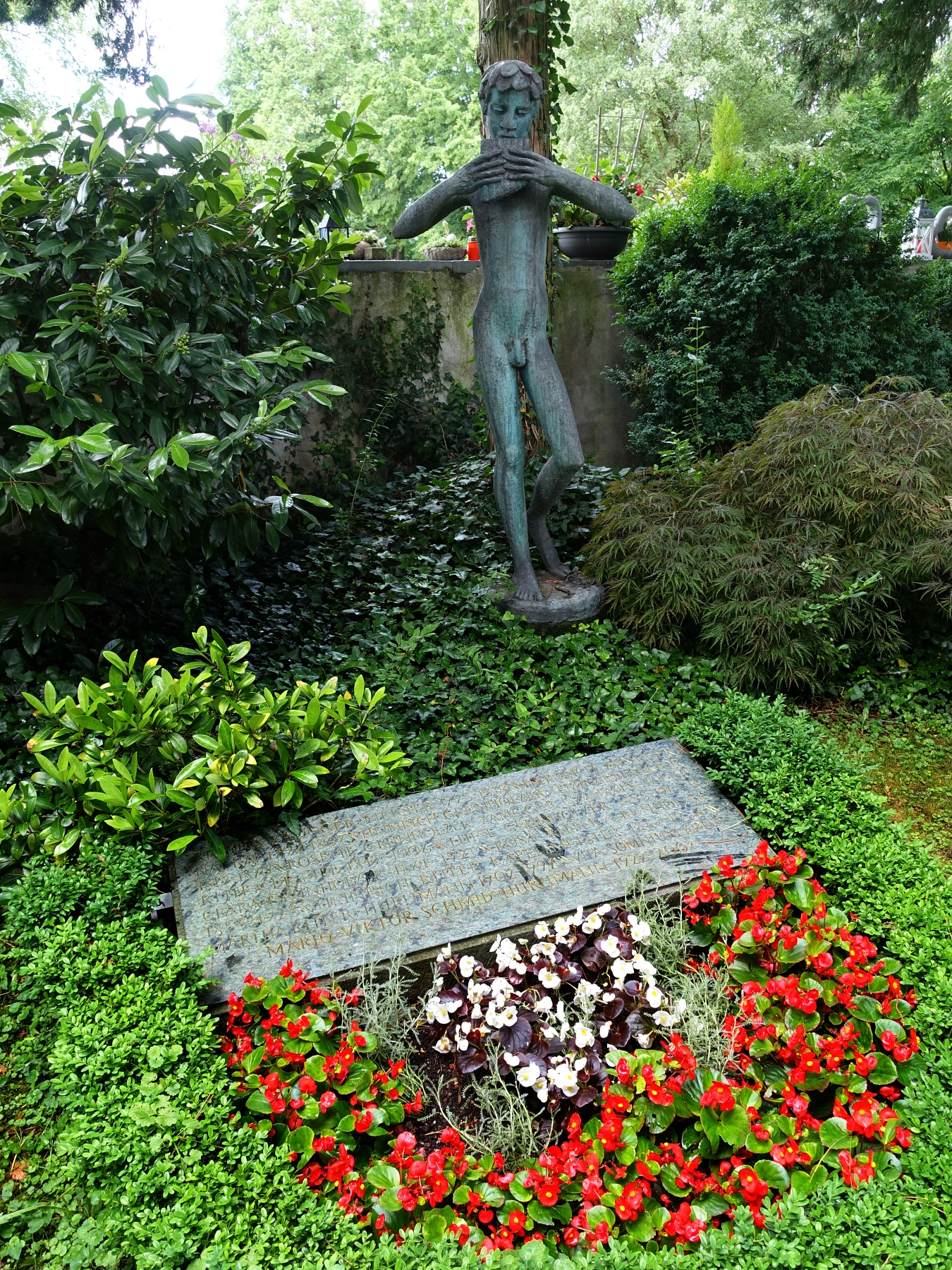
Friedhof Uster, Familiengrab. Grabskulptur von Walter Hürlimann

1863 wurde Grunholzer in den Nationalrat gewählt, dem er bis 1869 angehörte. Viele Beratungen drehen sich um eine Erweiterung der Volksrechte durch Initiative und Referendum, d. h. um eine Abkehr vom reinen Repräsentativsystem. 1866  wählte der Grosse Rat Grunholzer in den Regierungsrat, er lehnte die Wahl aber mit Verweis auf seine Nicht-Wahl zum Seminardirektor und den danach übernommenen Verpflichtungen der Zangger-Familie gegenüber ab.
Im Kanton Zürich bahnte sich derweil ein politischer Erdrutsch an. Die Dominanz der Liberalen, die Machtfülle der Vertreter des «Systems Escher» in Politik und Wirtschaft liess eine demokratische Protestbewegung entstehen, in der der Ustermer Sekundarlehrer Johann Caspar Sieber und Karl Bürkli wichtige Rollen spielten und deren Sprachrohr der Winterthurer «Landbote» war. Sie forderten u. a. eine Verfassungsrevision und 1868 stimmten 87 % der Stimmenden für eine solche. In den Verfassungsrat wurde eine Mehrheit der neuen «Demokraten», und eine Minderheit «gouvernemantaler» Liberaler, unter ihnen Grunholzer gewählt. Er beteiligte sich als Mitglied des vorberatenden "35er-Komitees" intensiv an den Verhandlungen im Verfassungsrat, war aber meist in der Minderheit und wurde z. T. – etwa wenn er sich gegen eine Steuerprogression einsetzte – heftig damit angefeindet, dass er nur die eigenen Interessen vertrete. Die neue Verfassung mit vielen direktdemokratischen Elementen wurde 1869 angenommen und in den nachfolgenden Wahlen unterlagen die Liberalen auf der ganzen Linie. Auch Grunholzer verlor seine Mandate im in Kantonsrat umbenannten Grossen Rat und im Nationalrat.
Grunholzer hatte schon vor 1869 mit gesundheitlichen Problemen zu kämpfen. Sein Biograph und Neffe Traugott Koller spricht von Unterleibsentzündungen und Verwachsungen der Eingeweide unter sich mit dem Bauchfell. Grunholzer blieb aber Mitglied der Gemeindeschulpflege und Präsident der Sekundarschulpflege in Uster und arbeitete weiter im Unternehmen mit. Am 18. Juli 1873 erlag er in Uster seinem Leiden.

## Familie

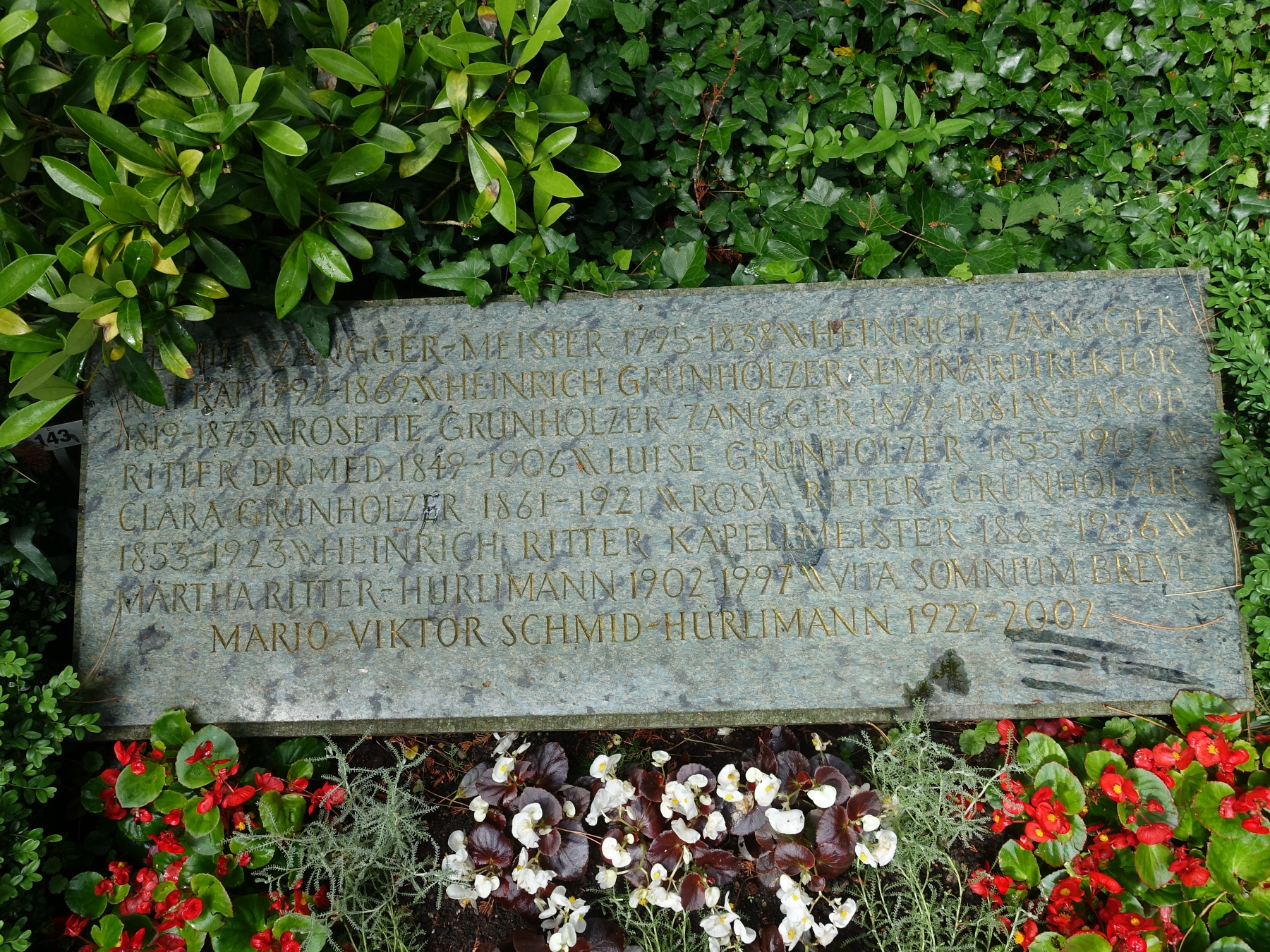
Friedhof Uster, Familiengrab. Grunholzer-Ritter, Zangger-Meister, Schmid-Hürlimann

Johannes Ulrich Grunholzer (* 5. Juni 1782; † 26. Mai 1864) und Katharina Nänni (* 5. November 1785; † 18. September 1855) waren Heinrich Grunholzers Eltern.
Heinrich hatte fünf Geschwister: Johannes Jakob (* 11. August 1808; † 3. April 1826), Johannes Ulrich (* 23. Juli 1810; † 13. Januar 1880), Katharina Heinrika (* 26. März 1814; † 19. April 1855), Johannes (* 1. Juni 1822; † 8. September 1837) und Elsbetha (* 24. Juni 1828).
1852 heirateten Heinrich Grunholzer und Rosette Zangger (* 24. März 1829; † 19. März 1881 in Uster). Sie hatten drei Töchter: Rosa (* 7. Mai 1853; † 1923), Louise (* 12. Dezember 1855; † 2. Juli 1907) und Klara (* 7. Juni 1861; † 2. März 1921); sein Schwager war der Industrielle Heinrich Boller.
Ein Enkel von Grunholzer war der Kapellmeister Heinrich Ritter (1887–1956). Dieser heiratete die Sängerin und Mäzenin Martha, geborene Hürlimann 1902–1997. Eine ihrer Nichten ist Martha Dewal-Hürlimann.
Sein Neffe Julius Gujer war Unternehmer und Politiker.

## Nachlass
Heinrich Grunholzer hat sein Leben und seine Gedanken in unzähligen Tagebüchern festgehalten. Neben den Tagebüchern sind Notizbücher, Agenden, Kalender, Gedichte, Zeichnungen, Fotos, Herbarien, Briefe, Reisedokumente, Unterlagen von verschiedenen Vereinen wie der Schützen- oder Gesangsverein und weitere private Dokumente erhalten. Ebenfalls befinden sich Schriften, die er während seiner Laufbahn als Lehrer produziert hat, im Nachlass.
Ein grosser Teil des Nachlasses befindet sich im Stadtarchiv und der Paul-Kläui-Bibliothek Uster.

## Werke
- Zwölf Fabeln für erwachsene Zürcher. Winterthur 1840
- Jahresrechnung für das Zürichervolk auf den September 1840. Winterthur 1840.
- Zweite Rechnung für das Zürcher-Volk - Auf den Mai 1842: So oder anders? Baden 1842.
- Erfahrungen eines jungen Schweizers im Vogtlande In: in Bettine von Arnim: Dies Buch gehört dem König. Berlin 1843, S. 534–598 Digitalisat (moderne Ausgabe, herausgegeben von Wolfgang Bunzel: Deutscher Taschenbuch-Verlag, München 2008, ISBN 978-3-423-13720-1).
- Zeugnisse über die Entstehung und die Folgen der religiösen Verirrungen in der Familie Spörri zu Bauma - ein Beitrag zur Geschichte der Pietisterei. Zürich 1844. doi:10.3931/e-rara-17192
- Rechtfertigung der ehemaligen Lehrer des Seminars zu Münchenbuchsee im Kanton Bern. Uster 1853. Digitalisat
- Das Erziehungswesen in der Schweiz, unter Mitwirkung mehrerer schweizerischer Schulmänner dargest. von Heinrich Grunholzer und Friedrich Mann. Bern 1854. Digitalisat
- Freimüthiges Wort über das Volksschulwesen des Kantons Zürich. Bern 1856. Digitalisat
- Volksthümliches aus dem Kanton Bern - Localsagen und Satzungen des Aberglaubens, gesammelt von Heinrich Grunholzer, zusammengestellt und herausgegeben von J.E. Rothenbach